# Erich Tschermak-Seysenegg

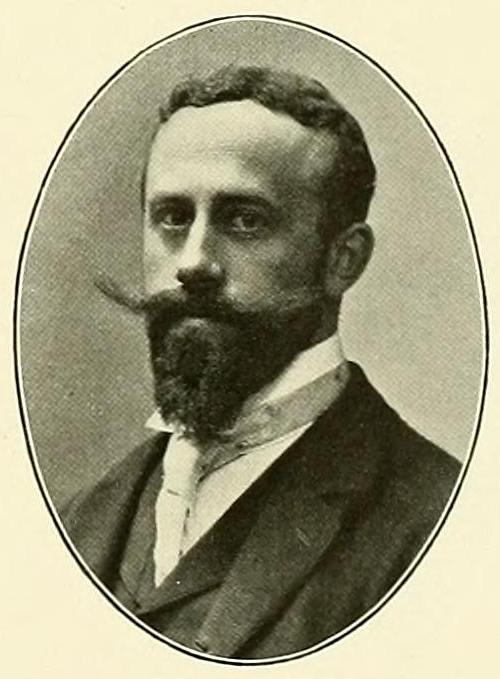
Erich Tschermak (um 1900)

Erich Tschermak, seit 1906 Tschermak Edler von Seysenegg, seit 1919 ohne Adelsattribute (* 15. November 1871 in Wien; † 11. Oktober 1962 ebenda), war ein österreichischer Pflanzenzüchter, Genetiker und Botaniker. Sein Vater war der Mineraloge Gustav Tschermak, der 1906 in den erblichen Adelsstand erhoben wurde, seine Mutter war eine Tochter des Botanikers Eduard Fenzl, sein älterer Bruder der Physiologe Armin Tschermak. Er galt lange Zeit neben Carl Correns und Hugo de Vries als einer der „Wiederentdecker“ der Mendelschen Regeln der Vererbung im Jahre 1900, was jedoch umstritten ist. Sein offizielles botanisches Autorenkürzel lautet „Tscherm.-Seys.“.

## Leben
Erich Tschermak begann in Wien ein Studium der Landwirtschaft, das er aber unterbrach, um auf einem Hof bei Freiberg in Sachsen praktische Erfahrungen zu machen. Danach setzte er das Studium in Halle an der Saale fort. Nach dem Abschluss des Studiums arbeitete er an verschiedenen Orten in der Pflanzenzüchtung, bis er 1902 eine Stelle als Assistent am Lehrstuhl für Pflanzenproduktion der Wiener Hochschule für Bodenkultur fand. 1906 wurde er dort außerordentlicher Professor, und von 1909 bis 1941 war er ordentlicher Professor für Pflanzenzüchtung. Ab 1909 hatte er zudem eine Professur für Botanik an der Wiener Universität inne.

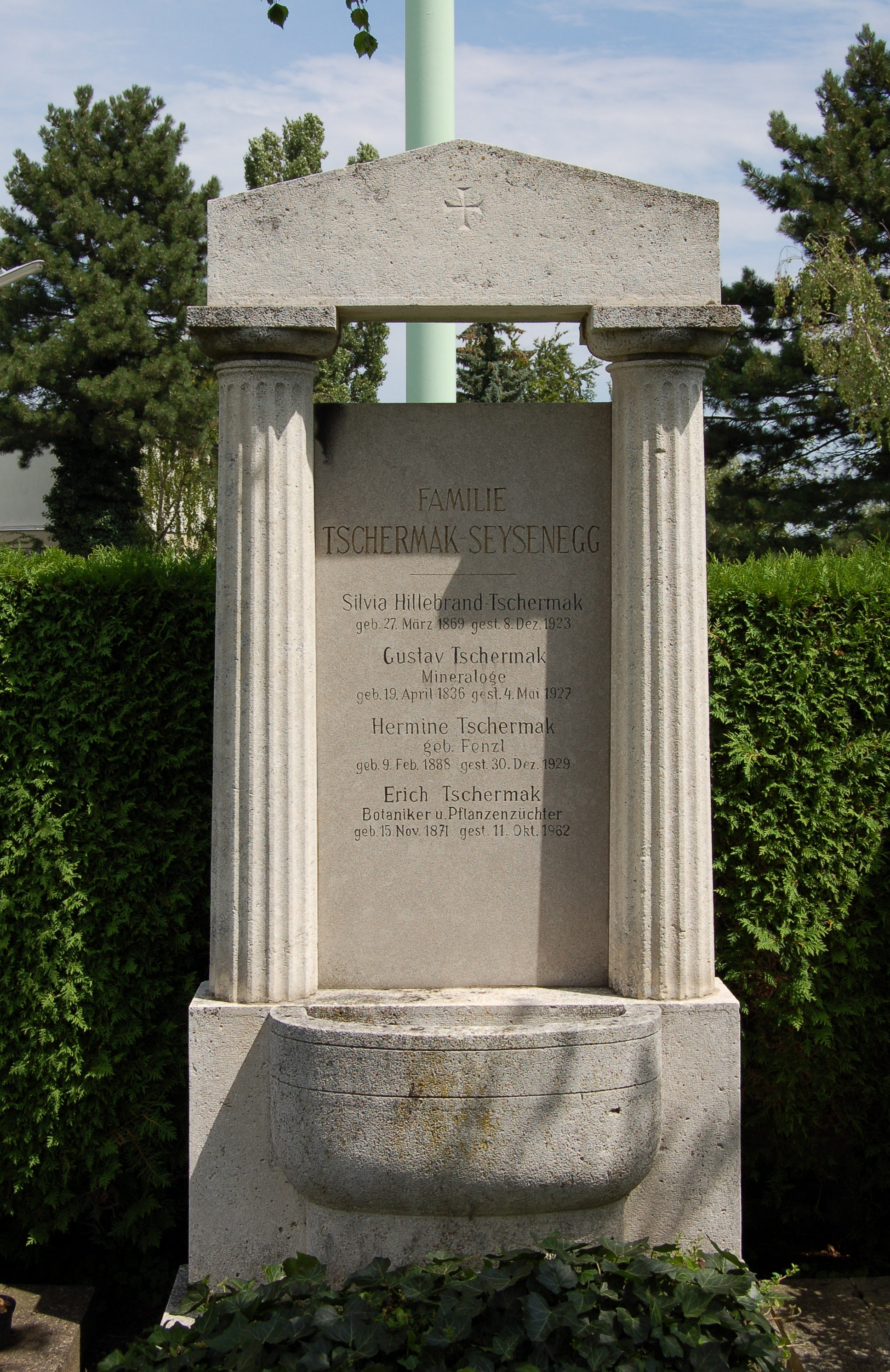
Das Grab von Erich Tschermak-Seysenegg auf dem Döblinger Friedhof in Wien

Seine sterblichen Überreste ruhen in einem ehrenhalber gewidmeten Grab auf dem Döblinger Friedhof (Gruppe MO, Nummer 90) in Wien, in dem auch sein Vater Gustav beigesetzt ist.

## Wirken
1898 begann Tschermak neben seiner Tätigkeit als Praktikant in der Versuchsanstalt in Gent mit Kreuzungsexperimenten mit Erbsen. Dabei stieß er auf die damals kaum bekannte Arbeit von Gregor Mendel, der ebenfalls Kreuzungsversuche mit Erbsen gemacht hatte. Aufgrund einer Vorab-Publikation von Ergebnissen dieser privaten Experimente etwa zeitgleich mit den Arbeiten von Hugo de Vries und Carl Correns im Jahr 1900 erlangte er die Anerkennung als der dritte „Wiederentdecker“ der schon in den 1860er Jahren von Mendel aufgeklärten, aber bislang nicht in ihrer Bedeutung erkannten Mendelschen Regeln der Vererbung. Allerdings zeigte Curt Stern 1966, dass Tschermak Mendels grundlegende Ergebnisse zu diesem Zeitpunkt offenbar nicht verstanden hatte, und argumentierte, dass er deshalb nicht als Wiederentdecker gelten könne. Dieser Einschätzung schlossen sich weitere Autoren, darunter Ernst Mayr, an. Verwiesen wurde insbesondere darauf, dass Tschermak weder Mendels Konzept der Dominanz noch dessen Argumentation zu den Erwartungswerten bei Rückkreuzungen verstanden habe.
Eine 2011 veröffentlichte Untersuchung des Briefwechsels der Tschermak-Brüder zeigte außerdem einen großen Einfluss seines Bruders Armin, des Professors für Physiologie, auf die Wiederentdeckung von Mendel durch Erich.
Tschermak war einer der Ersten, die Mendels Regeln konsequent auf die Pflanzenzucht anwendeten, und züchtete viele landwirtschaftlich und gärtnerisch bedeutende Hybriden von Getreide, Primeln und anderen Kulturpflanzen. Dabei entdeckte er, dass in manchen Fällen Gene erst dann phänotypisch wirksam werden, wenn sie durch Kreuzung mit anderen, komplementären Genen zusammenkommen (Kryptomerie). Dies kann nach heutigem Verständnis darauf beruhen, dass die komplementären Gene für verschiedene Untereinheiten eines Enzyms oder für verschiedene, sich ergänzende Enzyme kodieren.

## Wappen
Das anlässlich der Nobilitierung seines Vaters verliehene Wappen war: In von Rot und Gold schräglinks geteiltem Schild ein aufgerichteter, farbgewechselter rotbezungter Löwe, der in den Vorderpranken ein an beiden Enden zugespitztes sechsseitiges Prisma pfahlweise hält. Als Helmzier der Löwe mit dem Prisma wachsend, die Helmdecken rot-golden.

## Schriften
- Über künstliche Kreuzung bei Pisum sativum (1900)
- Die Theorie der Kryptomerie und des Kryptohybridismus (1904)

## Auszeichnungen und Mitgliedschaften
- 1925: Mitglied der Leopoldina[14]
- 1932: Korrespondierendes Mitglied der Akademie der Wissenschaften der UdSSR[15]
- 1937: Korrespondierendes Mitglied der Académie des sciences[16]
- 1938: Cothenius-Medaille der Leopoldina
- 1939–1948: Auswärtiges Wissenschaftliches Mitglied der Kaiser-Wilhelm-Gesellschaft
- 1941: Goethe-Medaille für Kunst und Wissenschaft
- 1950: Ehrendoktor der Universität Wien
- 1951: Ehrenring der Stadt Wien
- 1958: Österreichisches Ehrenzeichen für Wissenschaft und Kunst
- 1959: Darwin-Plakette
- 1971 brachte die Österreichische Post zu seinem 100. Geburtstag eine Sonderbriefmarke mit dem Konterfei von Erich Tschermak-Seysenegg heraus.[17]
- Mitglied der Ungarischen Akademie der Wissenschaften

## Belege
1. 1 2  Encyclopædia Britannica: Erich Tschermak von Seysenegg.
2. ↑  DNA from the Beginning: Erich von Tschermak. DNA Learning Center, Cold Spring Harbor Laboratory.
3. 1 2  Ilse Jahn: Tschermak-Seysenegg, Erich von. In: Geschichte der Biologie. 3. Aufl. 1998, Sonderausgabe Nikol, Hamburg 2004, S. 976.
4. ↑  Manfried Welan (Hrsg.): Die Universität für Bodenkultur Wien. Von der Gründung in die Zukunft 1872–1997. Böhlau Verlag, Wien / Köln / Weimar 1997, ISBN 3-205-98610-5, S. 254f.
5. ↑  Curt Stern, E. Sherwood: The origins of genetics. A Mendel Source Book. San Francisco: Freeman, 1966. Aus diesem Grund nahmen die Autoren ihn nicht mit einem Abdruck in den Quellenband auf.
6. ↑  Ernst Mayr: The Growth of Biological Thought, Belknap Press, S. 730 (1982)
7. ↑  Randy Moore: The „Rediscovery“ of Mendel's work. In: Bioscene. Band 27, Nr. 2, 2001, S. 13–24, hier S. 16 f. (PDF (Memento vom 16. Februar 2016 im Internet Archive))
8. ↑  Floyd Monaghan, Alain Corcos: Tschermak: a non-discoverer of Mendelism. I. An historical note. In: Journal of Heredity. Band 77, 1986, S. 468 f., doi:10.1093/oxfordjournals.jhered.a110284 
 Floyd Monaghan, Alain Corcos: Tschermak: a non-discoverer of Mendelism. II. A critique. In: Journal of Heredity. Band 78, 1987, S. 208–210, doi:10.1093/oxfordjournals.jhered.a110361
9. ↑  Michal Simunek, Uwe Hoßfeld, Florian Thümmler, Olaf Breidbach (Hrsg.): The Mendelian Dioskuri: Correspondence of Armin with Erich von Tschermak-Seysenegg, 1898–1951. Studies in the History of Sciences and Humanities 27. Prag: Institute of Contemporary History of the Academy of Sciences, Prague, Department of Genetics/‘Mendelianum’ of the Moravian Museum, Brno, 2011
10. 1 2  Lexikon der Biologie: Tschermak, Erich. Spektrum, Heidelberg 1999.
11. ↑  Lexikon der Biologie: Kryptomerie. Spektrum, Heidelberg 1999.
12. ↑  Lexikon der Biologie: Komplementärgene. Spektrum, Heidelberg 1999.
13. ↑  Gesellschaft der Freunde der Veterinärmedizinischen Universität Wien: Prof. Dr. med. Armin Tschermak, Edler von Seysenegg (1870-1952) (online)
14. ↑  Mitgliedseintrag von Erich Tschermak von Seysenegg bei der Deutschen Akademie der Naturforscher Leopoldina, abgerufen am 18. Juni 2016.
15. ↑  Korrespondierende Mitglieder der Russischen Akademie der Wissenschaften seit 1724: Чермак-Зейзенег, Эрих фон. Russische Akademie der Wissenschaften, abgerufen am 14. Februar 2022 (russisch).
16. ↑  Verzeichnis der ehemaligen Mitglieder seit 1666: Buchstabe T. Académie des sciences, abgerufen am 8. März 2020 (französisch).
17. ↑  120 Jahre Gregor-Mendel-Haus 1896–2016, hg. v. d. Universität für Bodenkultur Wien (Boku), Wien 2016, S. 15.

| Personendaten    | Personendaten                                             |
| ---------------- | --------------------------------------------------------- |
| NAME             | Tschermak-Seysenegg, Erich                                |
| ALTERNATIVNAMEN  | Tschermak, Erich                                          |
| KURZBESCHREIBUNG | österreichischer Botaniker, Pflanzenzüchter und Genetiker |
| GEBURTSDATUM     | 15. November 1871                                         |
| GEBURTSORT       | Wien                                                      |
| STERBEDATUM      | 11. Oktober 1962                                          |
| STERBEORT        | Wien                                                      |